# The Terror (1938)
The Terror é um filme britânico de 1938, do gênero suspense, dirigido por Richard Bird, e estrelado por Wilfrid Lawson, Bernard Lee, Arthur Wontner e Linden Travers. O roteiro de William Freshman foi baseado no romance "The Black Abbot" (1926), de Edgar Wallace; e na peça teatral homônima de 1927, também de Wallace.
A história foi adaptada anteriormente como o filme estadunidense homônimo de 1928, estrelado por May McAvoy, Louise Fazenda, Edward Everett Horton e Alec B. Francis.
Foi filmado no Elstree Studios, com cenários desenhados pelo diretor de arte, Cedric Dawe.

## Sinopse
Um grupo de criminosos realiza um assalto ousado em uma van blindada, até que dois dos criminosos são traídos pelo mestre da operação. Depois de dez anos na prisão, eles saem e procuram o homem que os traíram. Mas a polícia está em sua cola, querendo descobrir quem estava por trás do grande assalto.

## Elenco
- Wilfrid Lawson como Sr. Goodman
- Bernard Lee como Ferdie Fane
- Arthur Wontner como Coronel Redmayne
- Linden Travers como Mary Redmayne
- Henry Oscar como Joe Connor
- Iris Hoey como Sra. Elvery
- Stanley Lathbury como Hawkins, o mordomo
- Lesley Wareing como Veronica Elvery
- Alastair Sim como "Soapy" Marx
- John Turnbull como Inspetor Hallick
- Richard Murdoch como Detetive Lewis
- Edward Lexy como Inspetor Dobie
- Kathleen Harrison como Gladys, a empregada (não-creditada)
- Irene Handl como Empregada (não-creditada)